# Paul Jewell
Paul Steven Jewell (Liverpool, 28 september 1964) is een Engels voetbaltrainer en voormalig voetballer.

## Spelerscarrière
- 1982-1984 Liverpool FC
- 1984-1988 Wigan Athletic FC
- 1988-1995 Bradford City AFC
- 1995-1995 Grimsby Town FC
- 1995-1998 Bradford City AFC

## Trainerscarrière
- 01/1998-2000 Bradford City AFC
- 2000-02/2001 Sheffield Wednesday FC
- 2001-05/2007 Wigan Athletic FC
- 11/2007-2009 Derby County FC
- 01/2011-10/2012 Ipswich Town FC